# فيدين

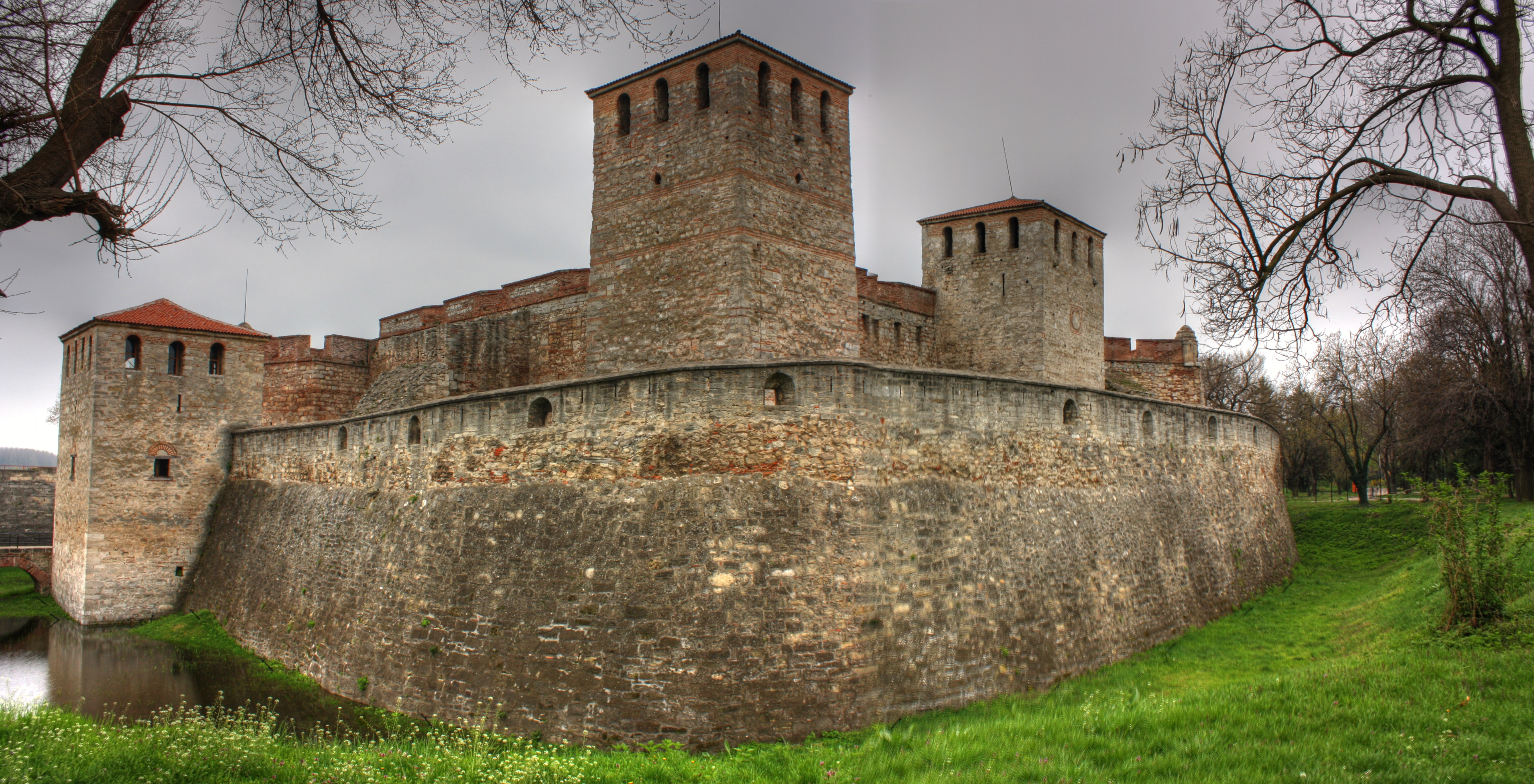
قلعة بابا فيدا

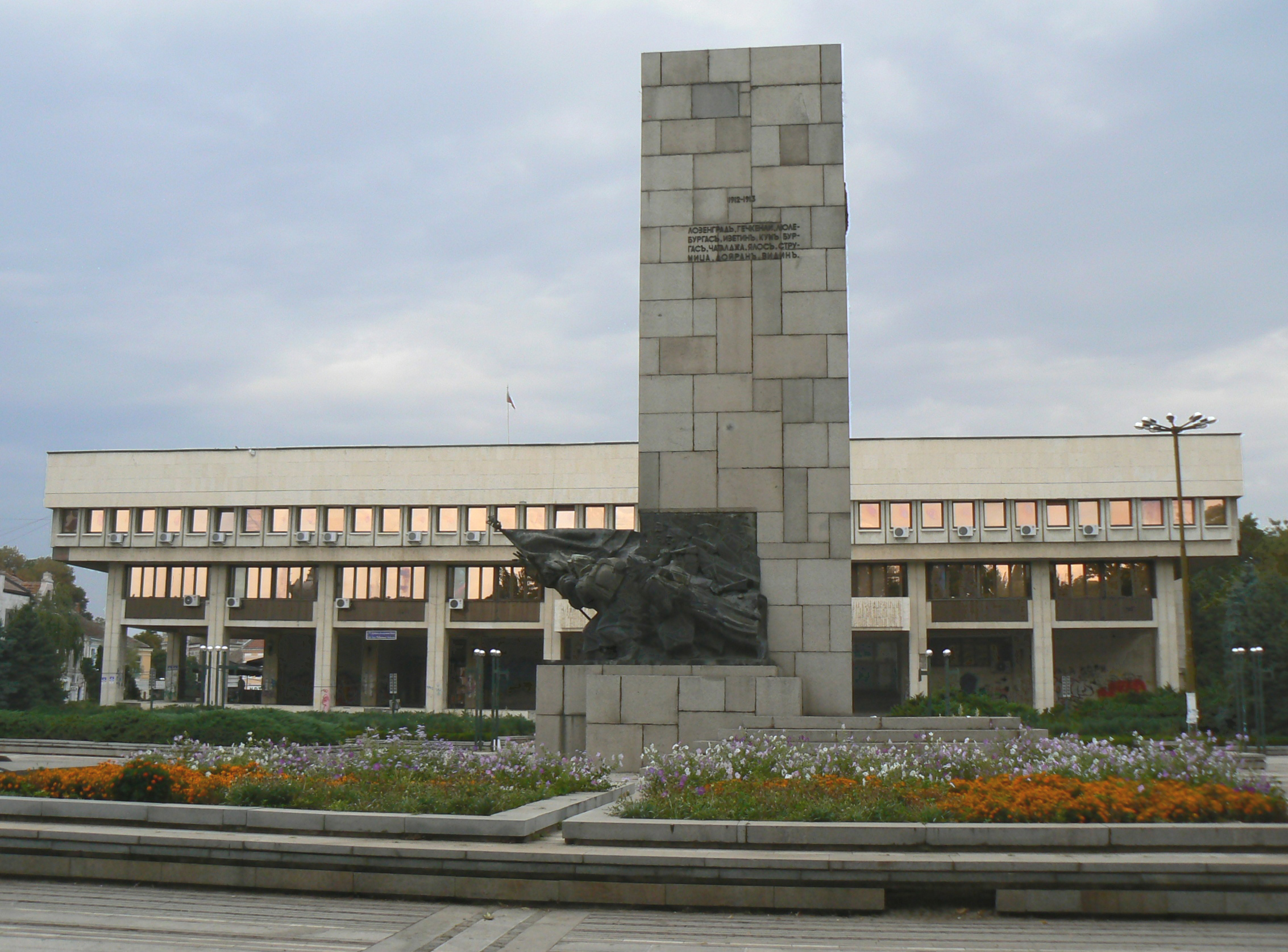
الساحة المركزية مع الفيلهارمونية

فيدين (بالبلغارية: Видин، بالرومانية: Diiu) بالإنجليزية (Vidin)، هي مدينة بلغارية تقع على ضفاف نهر الدانوب في شمال غرب بلغاريا بالقرب من الحدود الرومانية الصربية.

## السكان
تعتب مدينة فيدين من أهم المدن المطلة على نهر الدانوب في غرب بلغاريا وسيتم إنهاء بناء جسر بها غلى نهر الدانوب عام 2013، ومدينة فدين تحتل المركز التاسع عشر على مستوى بلغاريا من حيث عدد السكان. ويوجد في مدينة فدين حوالي 4000 روماني. ويبلغ عدد سكان المدينة 68،506 نسمة ومساحتها 903.2 كم مربع.[بحاجة لمصدر]

## توأمة
لفيدين اتفاقيات توأمة مع كل من:
- زاييتشار [5]
- روفنو (26 أكتوبر 2001 - )[6]
- ويست كارولتون [5]
- أولم [5]
- ليكو [5]
- هدمزوفازارهلي [5]
- دمرة [الإنجليزية]‏ [5]
- دغندورف [5]
- ديبار [5]
- كالافات [الإنجليزية]‏ [5]

## من أعلام المدينة
- حسين توفيق باشا: رياضياتي عثماني، ولد في فيدين سنة 1832 واشتهر لذلك بالفيدينلي.[7]

## صور

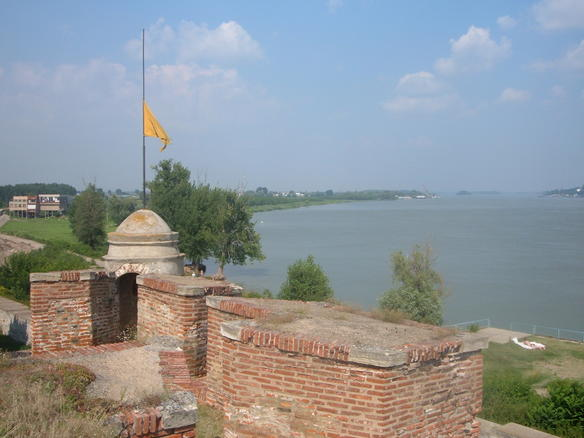
نهر دنو في ودين
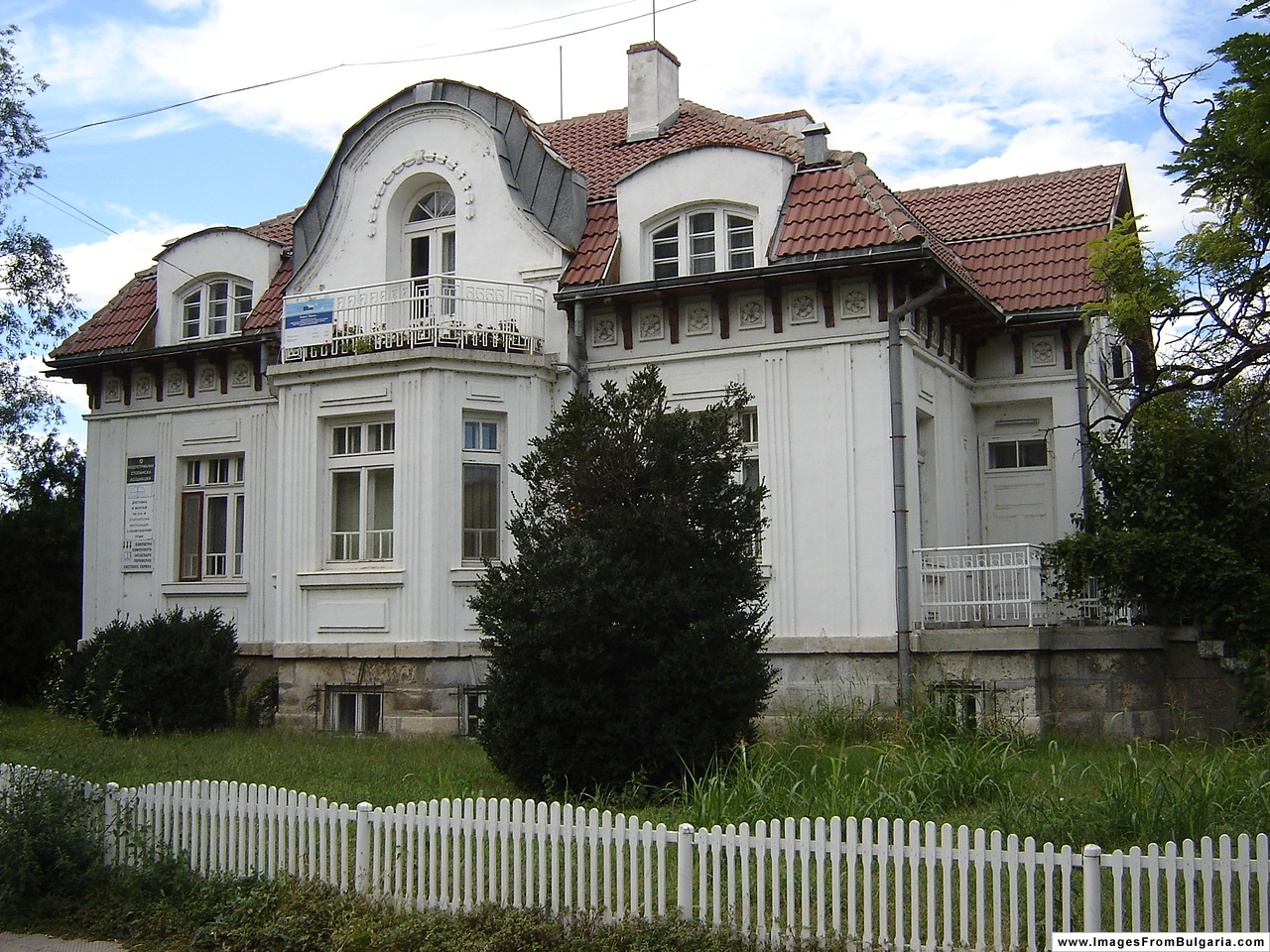
منزل
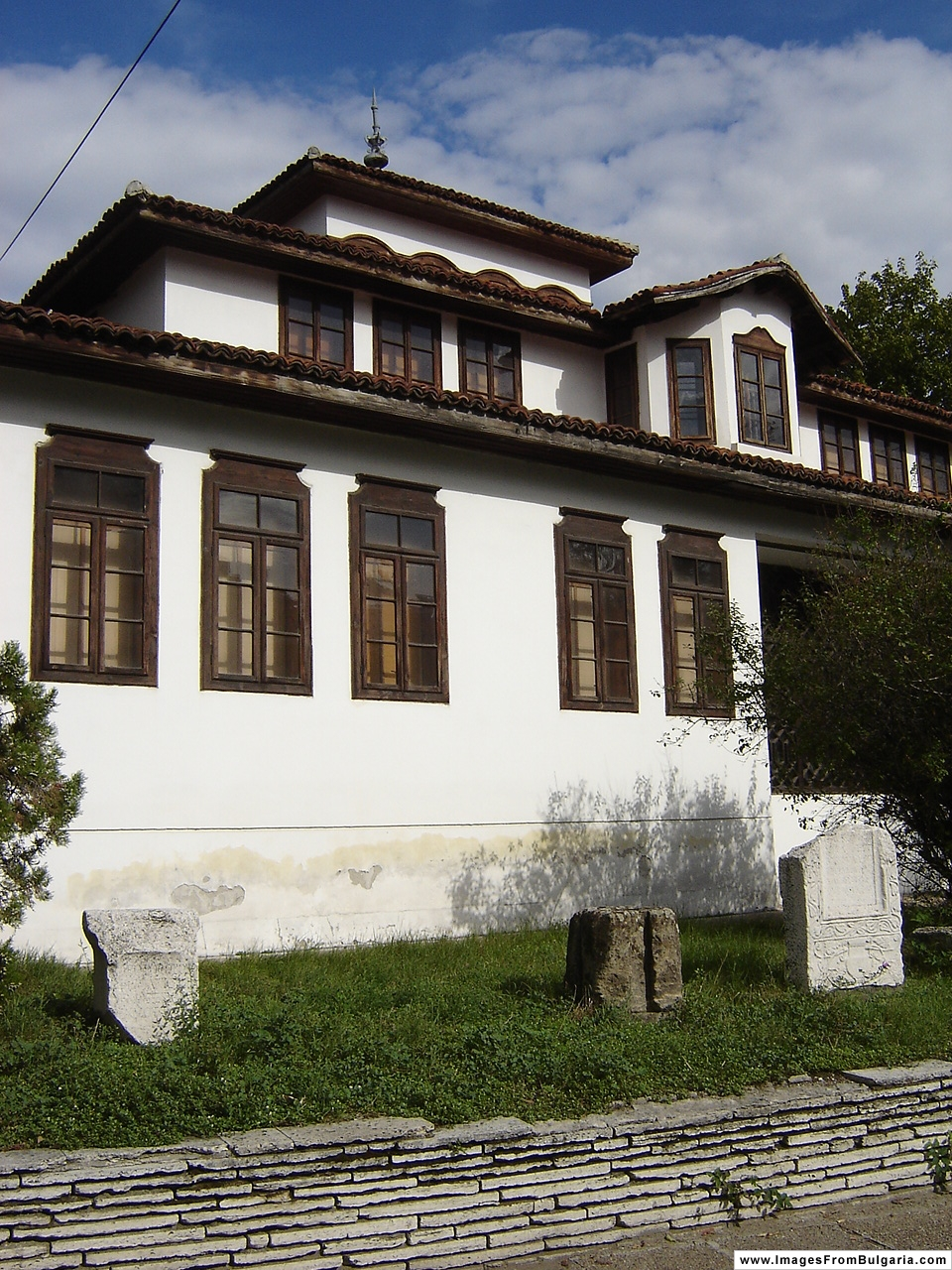
متحف من القرن الثامن عشر
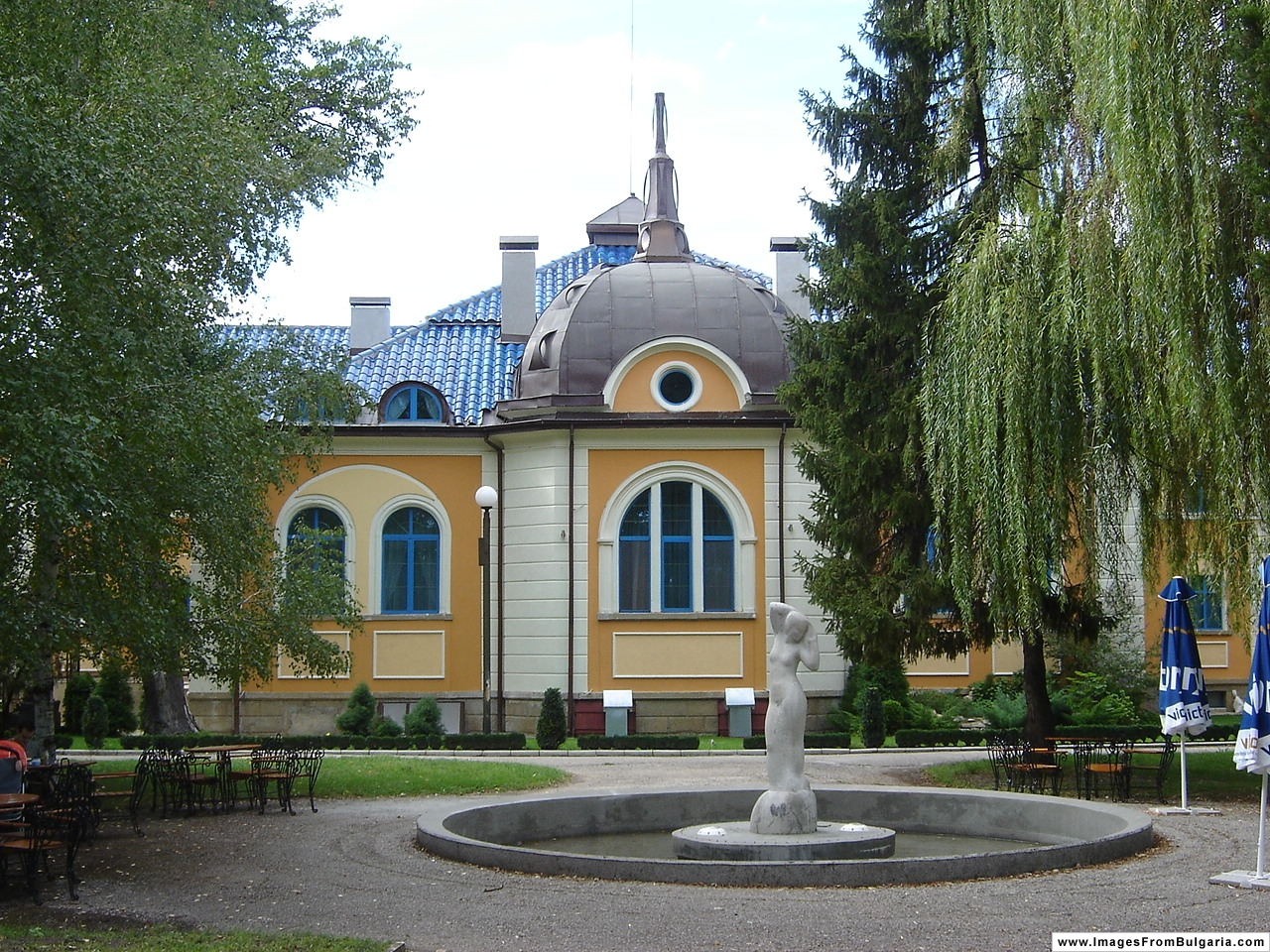
مبنى قديم (حمام سابق)
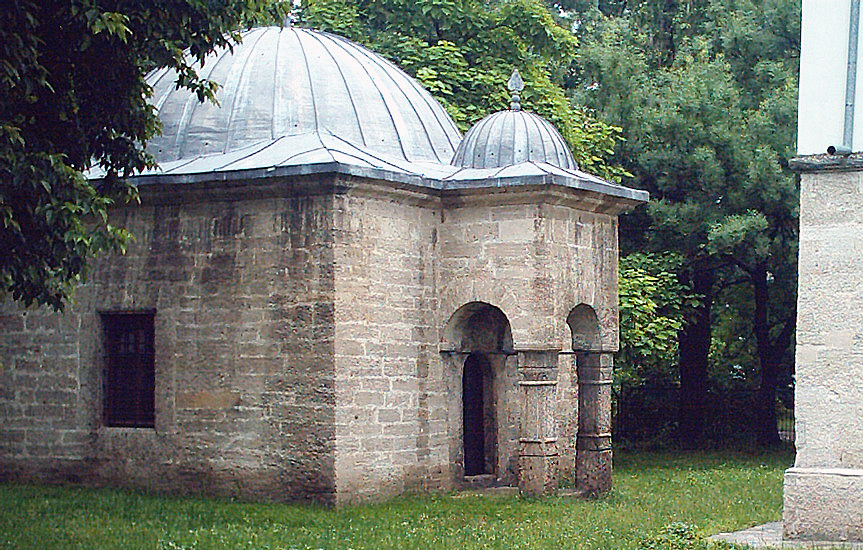
مكتبة عثمان بازوانتوغلو
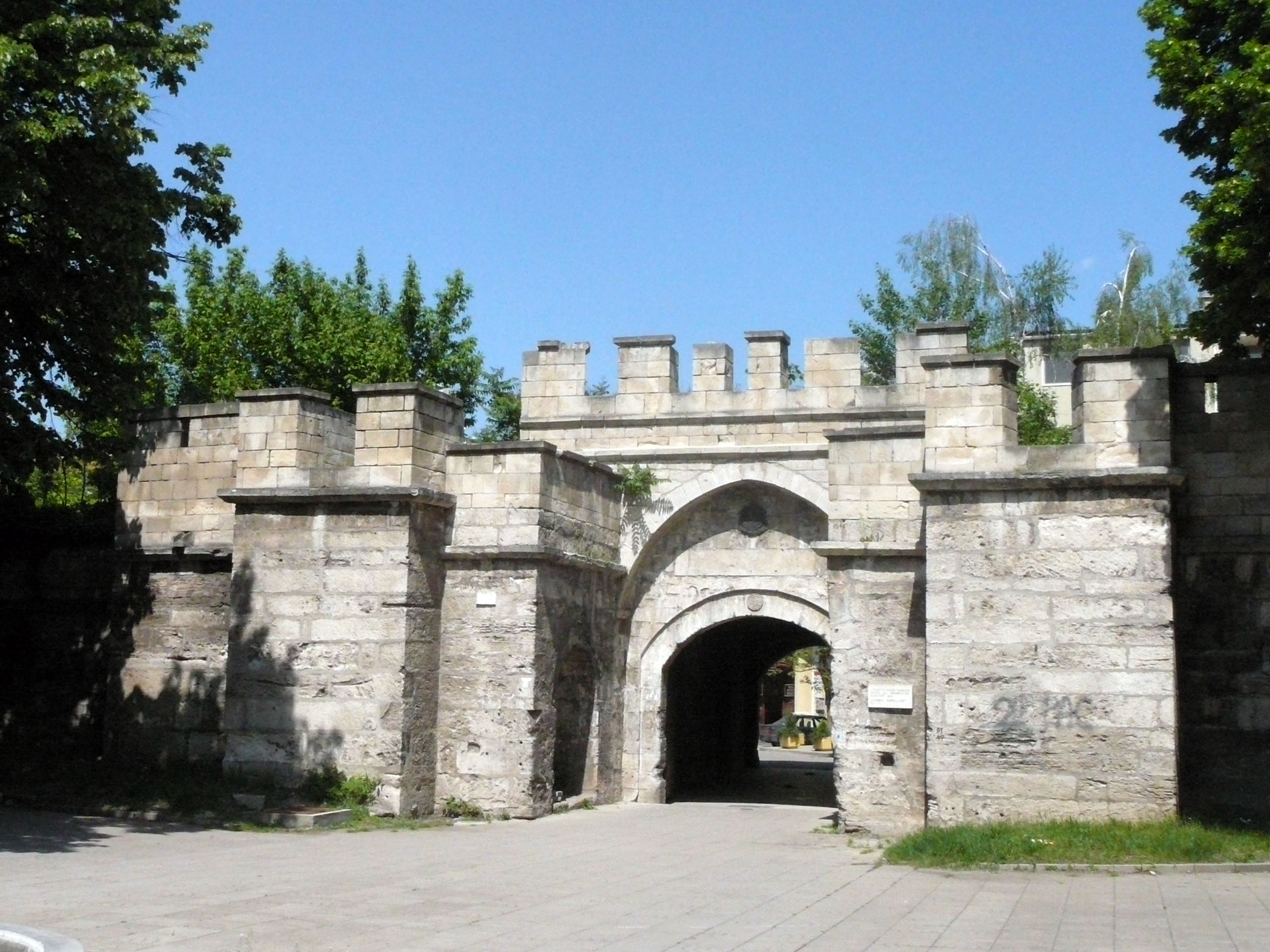
البوابة الرئيسية للقلعة المدينة